# Spinnfaser AG
Die Spinnfaser AG war ein Unternehmen der Zellwollproduktion mit Sitz in Kassel; es gehörte zuletzt zur Enka-Gruppe, die wiederum damals zur niederländischen AKZO-Gruppe gehörte. 1984 musste die Spinnfaser AG schließen.

## Geschichte
Das Werk in Kassel-Bettenhausen entstand 1934 auf dem Gebiet der ehemaligen Munitionsfabrik. Standortvorteile waren nahegelegene Braunkohlezechen, der Gleisanschluss des Werks, die Nähe zur Fulda, die Möglichkeit der Entnahme weichen Wassers und die ehemaligen Angestellten der Rüstungsindustrie. Bereits 1936 war die Spinnfaser AG die größte Zellwolleerzeugungsstätte Europas. Beschäftigt wurden 1244 Festangestellte.
Nachdem die Preise für Zellstoff verfielen, wurde auch eine Produktionslinie für Synthesefaser eingerichtet; ab 1975 wurde nur noch solche produziert. 1982 wurde die Schließung für 1984 angekündigt. Das ehemalige Werksgelände ist heute ein Gewerbepark.